# Convent dels Trinitaris
|  | Per a altres significats, vegeu «Convent dels Trinitaris (Anglesola)». |

El Convent dels Trinitaris és un convent al costat de l'Església de la Trinitat de Vilafranca del Penedès, protegit com a bé cultural d'interès local.
Es tracta de les restes de l'antic Convent dels Trinitaris, formades per una edificació entre mitgeres de planta baixa i dos pisos, amb la creu dels Trinitaris, l'escut de la vila sobre la porta i un claustre renaixentista de galeries alta i baixa de columnes toscanes de pedra de 5x5 i 10x10 arcs de mig punt respectivament.

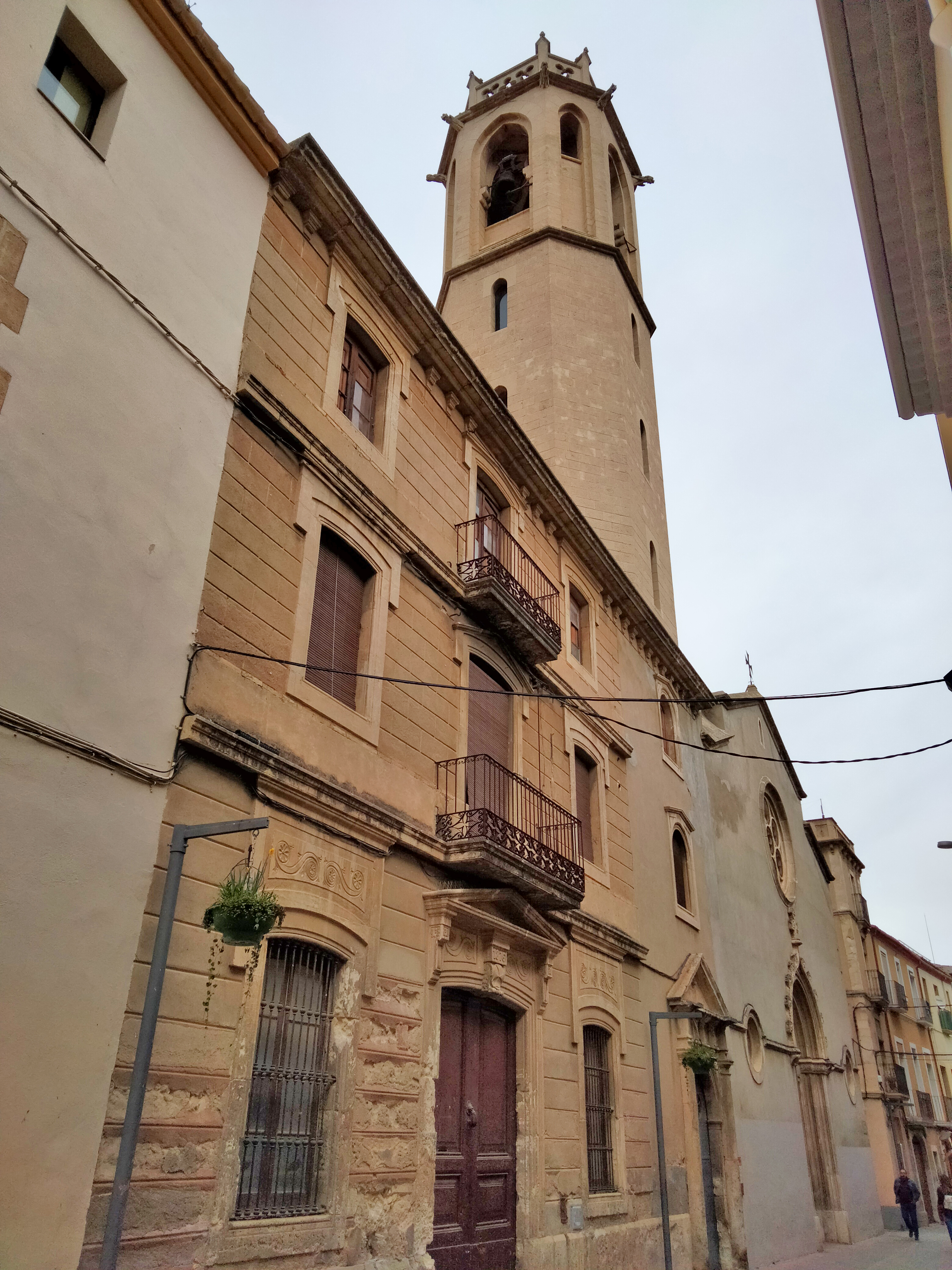
El convent i l'església

L'edifici forma part del conjunt que es va edificar a conseqüència del trasllat dels frares trinitaris a aquest emplaçament el 1557, on hi havia l'antic Hospital del Sant Esperit. La primera pedra va ser col·locada el 8 de desembre del 1578. L'espai va ser utilitzat com a comissaria de policia, dependències municipals, despatxos i habitatge de la parròquia. En els anys vuitanta s'estava adequant per a Centre de Formació Ocupacional de l'INEM.
Actualment, el claustre es fa servir per a la celebració esporàdica d'actes culturals de petit format, com ara recitals, conferències, presentacions, concerts de música o tallers.